# Rógvi Jacobsen
Rógvi Jacobsen (Klaksvík, 1979. március 5. –) feröeri labdarúgó középpályás. 10 válogatott góljával vezeti az örökranglistát a Feröeri labdarúgó-válogatottban.

## Pályafutása
2007. november 21-én, Olaszország ellen lőtte 10. válogatott gólját, ezzel megdöntve Todi Jónsson rekordját.
2011 márciusában jelentette be visszavonulását, miután több szezonon keresztül nem tudott teljesen felépülni egy sérüléséből.

## Eredmények

### Válogatott gólok
| #  | Dátum                | Helyszín                                          | Ellenfél      | Gól | Eredmény | Verseny              |
| -- | -------------------- | ------------------------------------------------- | ------------- | --- | -------- | -------------------- |
| 1  | 2002. február 10.    | Tsirion stadion, Limassol, Ciprus                 | Lengyelország | 1-1 | 1-2      | barátságos           |
| 2  | 2003. június 7.      | Laugardalsvöllur, Reykjavík, Izland               | Izland        | 1-1 | 1-2      | 2004-es Eb-selejtező |
| 3  | 2003. augusztus 20.  | Tórsvøllur Stadion, Tórshavn, Feröer              | Izland        | 1-1 | 1-2      | 2004-es Eb-selejtező |
| 4  | 2004. augusztus 18.  | Svangaskarð Stadion, Toftir, Feröer               | Málta         | 2-0 | 3-2      | barátságos           |
| 5  | 2004. október 9.     | GSP stadion, Nicosia, Ciprus                      | Ciprus        | 2-1 | 2-2      | 2006-os vb-selejtező |
| 6  | 2005. június 5.      | Svangaskarð Stadion, Toftir, Feröer               | Svájc         | 1-1 | 1-3      | 2006-os vb-selejtező |
| 7  | 2007. március 28.    | Borisz Paicsadze Stadion, Tbiliszi, Grúzia        | Grúzia        | 1-2 | 1-3      | 2008-as Eb-selejtező |
| 8  | 2007. június 2.      | Tórsvøllur Stadion, Tórshavn, Feröer              | Olaszország   | 1-2 | 1-2      | 2008-as Eb-selejtező |
| 9  | 2007. szeptember 12. | S. Darius és S. Girėnas stadion, Kaunas, Litvánia | Litvánia      | 1-2 | 1-2      | 2008-as Eb-selejtező |
| 10 | 2007. november 21.   | Stadio Alberto Braglia, Modena, Olaszország       | Olaszország   | 1-3 | 1-3      | 2008-as Eb-selejtező |

### Külső hivatkozások
- Profil, worldfootball.net (angol)